# Meu sonho
Meu sonho è un singolo del gruppo musicale brasiliano Kaleidoscópio, pubblicato nel 2004. Ha ottenuto un buon successo radiofonico, rimanendo per varie settimane nella top 5 di Radio Deejay.

## Tracce
Lato A
1. Meu sonho (Star Guitar Remix Extended Club) – 5:58
2. Meu sonho (Original Album) – 3:31

Lato B
1. Meu sonho (Deeplick Remix Extended Club) – 5:55
2. Meu sonho (feat. Luo) (So Pra Mim Remix) – 3:40

## Classifiche
| Classifica (2004) | Posizione massima |
| ----------------- | ----------------- |
| Brasile           | 35                |